# Universidad de Cuenca
La Universidad de Cuenca (UCUENCA) es una universidad pública ecuatoriana situada en la ciudad de Cuenca, provincia del Azuay. Creada oficialmente por decreto legislativo en el año 1867, fue la primera universidad en la ciudad de Cuenca, así como la primera en la región del Austro del Ecuador. Actualmente, es considerada como una de las mejores universidades del país.
Desde 2012 pertenece a la Red Ecuatoriana de Universidades para Investigación y Postgrados.

## Historia
Creada por decreto legislativo del 15 de octubre de 1867 bajo la presidencia de Jerónimo Carrión y Palacio, la Universidad de Cuenca se denominó inicialmente Corporación Universitaria del Azuay con las facultades de Jurisprudencia, de Medicina y Farmacia, de Filosofía y Literatura y de Teología. Su primer rector fue el abogado y político ecuatoriano Benigno Malo. 
En 1868, se crearon las cátedras de Química Industrial, Botánica, Zoología, Geología, Ingeniería, Litografía y Grabado, bajo la conducción de profesores alemanes. A raíz de esto, se creó en 1890 la Facultad de Ciencias. En 1897, después de la Revolución Liberal, se reconoció a la entonces Corporación Universitaria del Azuay como Universidad del Azuay. 
En 1919, se creó la primera representación estudiantil en la universidad. Siete años más tarde, en el rectorado de José Peralta, se la renombra definitivamente como Universidad de Cuenca.
En 1935, se creó la Escuela Superior de Minas y cuatro años más tarde, la Facultad de Ciencias Matemáticas y Físicas con la Escuela de Ingeniería Civil. 
Bajo el rectorado de Carlos Cueva Tamariz se fundó en 1952 la Facultad de Filosofía, Letras y Ciencias de la Educación, seguida un año más tarde por la Escuela de Química Industrial, actualmente Escuela de Ingeniería Química.
En 1958, Cueva fundó la Escuela de Arquitectura y Urbanismo y tres años más tarde la Escuela de Ciencias Económicas. Cueva Tamariz se jubiló en 1966 dejando una universidad moderna y renovada. Dos años después de su jubilación se fundó la Escuela de Enfermería y de Trabajo Social. 
Cueva fue nombrado Rector Vitalicio de la institución, la cual le rindió tributo con una publicación por los cien años de su natalicio. Cueva también fue nombrado, como Gerardo Cordero y León, Rector Honorario.
En 1970, el presidente de la Républica, José María Velasco Ibarra clausuró todas las universidades estatales hasta 1971. Ese mismo año, se tituló en su institución Gaudalupe Ibarra, la primera mujer ecuatoriana arquitecta.
Tras la reapertura, la Universidad creó las escuelas de Administración de Empresas en 1971, de Ingeniería Eléctrica el año siguiente, de Sociología en 1975 y las de Tecnología Médica, Ingeniería Agronómica y Medicina Veterinaria en 1979.
En la década de los 80, se abrieron las escuelas de Contabilidad Superior, Educación Física y Artes Visuales.
La Universidad de Cuenca posee un Centro de Postgrado que organiza las políticas académicas de cuarto nivel, y un Departamento de Desarrollo Informático a cargo de capacitación y aplicaciones en tecnologías de la información.
En el aspecto cultural y de difusión, edita un promedio de 70 a 80 publicaciones anuales bajo la coordinación del Departamento de Información y Cultura. A fin de reforzar el cultivo de las artes, la Universidad cuenta con una Orquesta de Cámara, un Grupo Polifónico, un Grupo de Danza y un Departamento de Cine y Teatro.

## Facultades
Actualmente la Universidad se encuentra conformada por las siguientes facultades: 
Arquitectura y Urbanismo
- Carrera de Arquitectura

Artes
- Carrera de Artes Musicales
- Carrera de Artes Visuales
- Carrera de Danza y Teatro
- Carrera de Diseño Gráfico
- Carrera de Diseño de Interiores

Ciencias Agropecuarias
- Carrera de Ingeniería Agronómica
- Carrera de Medicina Veterinaria y Zootecnia

Ciencias de la Hospitalidad
- Carrera de Gastronomía
- Carrera de Hotelería
- Licenciatura en Administración Turística
- Carrera de Turismo

Ciencias Económicas y Administrativas
- Carrera de Administración de Empresas
- Carrera de Contabilidad y Auditoría
- Carrera de Economía
- Carrera de Ingeniería de Empresas
- Carrera de Marketing
- Carrera de Sociología

Ciencias Médicas
- Carrera de Enfermería
- Carrera de Estimulación Temprana en Salud
- Carrera de Fonoaudiología
- Carrera de Imagenología
- Carrera de Laboratorio Clínico
- Carrera de Medicina y Cirugía
- Carrera de Nutrición y Dietética
- Carrera de Terapia Física

Ciencias Químicas
- Carrera de Bioquímica y Farmacia
- Carrera de Ingeniería Ambiental
- Carrera de Ingeniería Industrial
- Carrera de Ingeniería Química

Filosofía, Letras y Ciencias de la Educación
- Carrera de Pedagogía de las Artes y Humanidades
- Carrera de Pedagogía de Historia y Ciencias Sociales
- Carrera de Pedagogía de la Lengua y la Literatura
- Carrera de Pedagogía de los Idiomas Nacionales y Extranjeros
- Carrera de Pedagogía de las Ciencias Experimentales, mención: Matemáticas y Física
- Carrera de Pedagogía de la Actividad Física y Deporte
- Carrera de Educación Básica
- Carrera de Educación Inicial
- Carrera de Cine
- Carrera de Periodismo
- Carrera de Comunicación

Ingeniería
- Carrera de Ingeniería Civil
- Carrera de Ingeniería de Sistemas
- Carrera de Ingeniería Eléctrica
- Carrera de Ingeniería en Telecomunicaciones

Jurisprudencia, Ciencias Políticas y Sociales
- Carrera de Derecho
- Carrera de Orientación Familiar
- Carrera de Trabajo Social
- Carrera en Género y Desarrollo

Odontología
- Carrera de Odontología

Psicología
- Carrera de Psicología Clínica
- Carrera de Psicología Educativa
- Carrera de Psicología Social
- Carrera de Psicología General

## Rectores
El primer rector de la Universidad de Cuenca, entonces llamada Corporación Universitaria del Azuay, fue Benigno Malo. La forma de nombrar al rector fue cambiando, desde la designación por parte de las funciones Ejecutiva o Legislativa, de la junta de profesores, del Consejo Universitario y de la Comunidad Universitaria (profesores, investigadores, estudiantes, empleados y trabajadores), que es la forma actual.
El 15 de enero de 2016, fue elegido Pablo Vanegas Peralta como rector y Catalina León como vicerrectora, en una elección en la que también participó el binomio formado por Juan Leonardo Espinoza y María Augusta Hermida. Vanegas y León fueron posesionados el 27 de enero de 2016.
El 15 de enero de 2021, se lleva a cabo la primera vuelta de las elecciones para autoridades de la institución, siendo esta la primera ocasión en que se postulan un candidato a rector y dos al vicerrectorado (Un vicerrector académico y uno de investigación) por lista. Los trinomios que participaron en esta primera jornada electoral fueron los de los movimientos: ComUnidad (lista 1), integrado por Pablo Vanegas Peralta, María Elena Cazar y Victoria Abril; ForUm (lista 2) integrado por María Augusta Hermida, Juan Leonardo Espinoza y Monserrath Jerves; y Unidos por la U (lista 3) integrado por Fernando Pauta, Gabriela Alava y Fernando Estévez. Los resultados los encabezaron ComUnidad y ForUm, lo que les llevó a una segunda vuelta electoral.
El 27 de enero del 2021, la Universidad elige, por primera vez en 153 años de historia, a una rectora: la Dra. María Augusta Hermida. Esa misma noche, Hermida fue posesionada por la Dra. Catalina León, rectora subrogante de la institución durante el período electoral.

## Resultados en el Examen de Habilitación Profesional
En la evaluación nacional para el ejercicio profesional de Medicina, aplicada por el CACES en octubre de 2024, la Universidad de Cuenca alcanzó un destacado nivel de desempeño académico, con 129 de sus 137 egresados aprobando el examen, lo que equivale a una tasa de aprobación del 94,16 %. Este resultado ratifica el compromiso sostenido de la institución con la calidad en la formación médica y su posicionamiento como una de las universidades públicas de mayor excelencia académica en el país, conforme a los estándares establecidos por el sistema de aseguramiento de la calidad de la educación superior en el Ecuador.

## Premio Nacional de Poesía César Dávila Andrade
La Universidad de Cuenca entrega cada tres años el "Premio Nacional de Poesía César Dávila Andrade", considerado uno de los más prestigiosos de la poesía ecuatoriana, durante la celebración de los Encuentros de Literatura Ecuatoriana Alfonso Carrasco Vintimilla, organizados también por la universidad.
| Ganadores del Premio Nacional de Poesía César Dávila Andrade | Ganadores del Premio Nacional de Poesía César Dávila Andrade | Ganadores del Premio Nacional de Poesía César Dávila Andrade | Ganadores del Premio Nacional de Poesía César Dávila Andrade |
| Edición                                                      | Año                                                          | Autor                                                        | Obra                                                         |
| ------------------------------------------------------------ | ------------------------------------------------------------ | ------------------------------------------------------------ | ------------------------------------------------------------ |
| I                                                            | 1993                                                         | Pablo Yépez Maldonado                                        | Reconstrucción Metálica                                      |
| II                                                           | 1996                                                         | Marcelo Báez                                                 | Hijas de fin de milenio                                      |
| III                                                          | 2000                                                         | Luis Carlos Mussó                                            | Propagación de la noche                                      |
| IV                                                           | 2002                                                         | Ernesto Carrión                                              | Carnivale                                                    |
| V                                                            | 2005                                                         | César Molina                                                 | Código de extranjería                                        |
| VI                                                           | 2008                                                         | Cristian Avecillas                                           | Ecce Homo II                                                 |
| VII                                                          | 2011                                                         | Carla Badillo Coronado                                       | Partituras incompletas                                       |
| VIII                                                         | 2014                                                         | Premio declarado desierto                                    | Premio declarado desierto                                    |
| IX                                                           | 2017                                                         | Pamela Cuenca                                                | Los cubos que me habitan                                     |
| X                                                            | 2022                                                         | Issa Aguilar Jara                                            | Dos tragos de sinestesia o El diablo verde*                  |

*Mención de honor para la obra, “La Nieve", de Valeria Guzmán Pérez